# Puzhal
Puzhal là một thị xã của quận Thiruvallur thuộc bang Tamil Nadu, Ấn Độ.

## Nhân khẩu
Theo điều tra dân số năm 2001 của Ấn Độ, Puzhal có dân số 20.297 người. Phái nam chiếm 49% tổng số dân và phái nữ chiếm 51%. Puzhal có tỷ lệ 76% biết đọc biết viết, cao hơn tỷ lệ trung bình toàn quốc là 59,5%: tỷ lệ cho phái nam là 84%, và tỷ lệ cho phái nữ là 68%. Tại Puzhal, 14% dân số nhỏ hơn 6 tuổi.